# Cellobiosio deidrogenasi (accettore)
La cellobiosio deidrogenasi (accettore) è un enzima appartenente alla classe delle ossidoreduttasi, che catalizza la seguente reazione:
cellobiosio + accettore ⇄ cellobiono-1,5-lattone + accettore ridotto
Il 2,6-dicloroindofenolo può agire come accettore. Agisce anche, sebbene molto lentamente, sui cello-oligosaccaridi, sul lattosio e sul D-glicosil-1,4-β-D-mannosio. Include anche la cellobiosio deidrogenasi (chinone) (numero EC 1.1.5.1), che è un prodotto idrolitico di questo enzima. L'enzima proveniente dal fungo bianco Phanerochaete chrisosporium è inusuale che abbia due domini di redoxina, uno contenente una flavina ed l'altro un gruppo protoeme. Trasferisce equivalenti ridotti dal cellobiosio a due tipi di accettori redox: ossidanti a due elettroni, tra cui le sonde redox, benzochinoni e ossigeno molecolare, e ossidanti ad un elettrone, tra cui le specie di semichinone, complessi del ferro(II) e l'accettore citocromo c [9].